# Bad Day (canción de Daniel Powter)
«Bad Day» es una canción del cantante canadiense Daniel Powter de su segundo álbum de estudio homónimo. Lanzado como primer sencillo en el 2005 en Europa, y en el 2006 en los Estados Unidos, Canadá y Australia.

## Información de la canción
La canción –como todo el álbum– fue escrita en su totalidad por Daniel Powter, y producida por Mitchell Froom y Jeff Dawson. Se convirtió en un hit casi de manera instantánea, llegando al número uno en los Estados Unidos dentro del Billboard Hot 100 durante cinco semanas consecutivas, gracias a las descargas digitales, en las cuales las ventas superaron el millón de unidades vendidas, siendo una de las pocas canciones que lo han logrado.
En el Reino Unido permaneció tres semanas en el número dos, mientras que Canadá y Australia llegó hasta el puesto número tres. En promedio a nivel Europa la canción fue bien recibida, en sus principales mercados se encuentran Francia, Suiza y Bélgica donde fue número tres y cinco respectivamente.
Durante los Playoffs de la NBA en el 2006, la canción fue utilizada como símbolo de burla para los equipos que son derrotados o eliminados durante los juegos. Otras competencias donde ha aparecido la canción son los Stanley Cup Playoffs del 2006, la Copa Mundial de Fútbol Alemania 2006 y So You Think You Can Dance.

## Listas de canciones y formatos
| - Reino Unido CD #1, Sencillo de 2 pistas 1. "Bad Day" - 3:53 2. "Stupid Like This" - 3:23 - Reino Unido CD #2, Maxi Sencillo 1. "Bad Day" - 3:53 2. "Stupid Like This" - 3:23 3. "Lost On The Stoop" - 4:10 - Reino Unido 2004 Promo CD 1. "Bad Day" (Versión álbum) - 3:53 | - Estados Unidos 2004 Promo CD 1. "Bad Day" (Versión álbum) - 3:53 - Estados Unidos 2005 Promo CD 1. "Bad Day" (Live At The Fistival Bar) - 6:13 - Estados Unidos Promo CD/DVD - CD 1. "Bad Day" (Versión álbum) - 3:53 - DVD 1. "Bad Day" (Video Version) -3:47 |

## Posicionamiento en listas

### Listas semanales
| Listas (2005–2007)                    | Mejor posición |
| ------------------------------------- | -------------- |
| Alemania (Offizielle Deutsche Charts) | 17             |
| Australia (ARIA)                      | 3              |
| Austria (Ö3 Austria Top 40)           | 13             |
| Bélgica (Flandes) (Ultratop 50)       | 5              |
| Bélgica (Valonia) (Ultratop 50)       | 7              |
| Canadá (Nielsen SoundScan)            | 7              |
| Dinamarca (Tracklisten)               | 5              |
| Estados Unidos (Billboard Hot 100)    | 1              |
| Estados Unidos (Radio Songs)          | 5              |
| Estados Unidos (Adult Top 40)         | 1              |
| Estados Unidos (Adult Contemporary)   | 1              |
| Estados Unidos (Mainstream Top 40)    | 2              |
| Estados Unidos (Digital Song Sales)   | 1              |
| Estados Unidos (Pop 100)              | 1              |
| Francia (SNEP)                        | 3              |
| Irlanda (IRMA)                        | 1              |
| Italia (FIMI)                         | 3              |
| Nueva Zelanda (Recorded Music NZ)     | 7              |
| Noruega (VG-lista)                    | 7              |
| Países Bajos (Dutch Top 40)           | 6              |
| Países Bajos (Mega Single Top 100)    | 10             |
| Reino Unido (UK Singles Chart)        | 2              |
| Suecia (Sverigetopplistan)            | 8              |
| Suiza (Schweizer Hitparade)           | 5              |
| Venezuela Pop Rock (Record Report)    | 7              |

| Predecesor: "Temperature" de Sean Paul | Sencillo número uno en el Billboard Hot 100 8 de abril de 2006 | Sucesor: "SOS" de Rihanna |

| Predecesor: “Hollaback Girl” de Gwen Stefani | Final de año en Digital songs de Estados Unidos 2006 | Sucesor: “The Sweet Escape” de Gwen Stefani |